# Höjdhopp för herrar i friidrott vid olympiska sommarspelen 2004

## Medaljörer
| Gren     | Guld                | Guld   | Silver             | Silver | Brons                  | Brons  |
| Höjdhopp | Stefan Holm Sverige | 2,36 m | Matt Hemingway USA | 2,34 m | Jaroslav Bába Tjeckien | 2,34 m |

## Resultat

### Kval

#### Grupp A
| Placering | Idrottare                 | Land                   | 2.10 | 2.15 | 2.20 | 2.25 | 2.28 | Resultat | Noteringar |
| --------- | ------------------------- | ---------------------- | ---- | ---- | ---- | ---- | ---- | -------- | ---------- |
| 1         | Jamie Nieto               | USA                    | -    | -    | o    | o    | o    | 2.28     | Q          |
| 1         | Mark Boswell              | Kanada                 | -    | -    | o    | o    | o    | 2.28     | Q, SB      |
| 3         | Andrej Sokolovskij        | Ukraina                | -    | o    | o    | xo   | o    | 2.28     | Q          |
| 4         | Alessandro Talotti        | Italien                | -    | o    | xo   | xxo  | o    | 2.28     | Q          |
| 5         | Jaroslav Rybakov          | Ryssland               | -    | o    | o    | o    | xo   | 2.28     | Q          |
| 6         | Dragutin Topić            | Serbien och Montenegro | -    | o    | xo   | o    | xo   | 2.28     | Q, =SB     |
| 7         | Henadz Maroz              | Belarus                | -    | o    | o    | o    | xxx  | 2.25     |            |
| 8         | Ștefan Vasilache          | Rumänien               | -    | o    | xo   | o    | xxx  | 2.25     |            |
| 9         | Kyriakos Ioannou          | Cypern                 | o    | o    | o    | xo   | xxx  | 2.25     |            |
| 10        | Grzegorz Sposób           | Polen                  | -    | o    | o    | xxx  |      | 2.20     |            |
| 10        | Manjula Kumara Wijesekara | Sri Lanka              | -    | o    | o    | xxx  |      | 2.20     |            |
| 12        | Linus Thörnblad           | Sverige                | o    | xxo  | o    | xxx  |      | 2.20     |            |
| 13        | Roman Fricke              | Tyskland               | -    | o    | xo   | xxx  |      | 2.20     |            |
| 13        | Oskari Frösén             | Finland                | o    | o    | xo   | xxx  |      | 2.20     |            |
| 15        | Tomáš Janků               | Tjeckien               | o    | xo   | xo   | xxx  |      | 2.20     |            |
| 16        | László Boros              | Ungern                 | xo   | o    | xxx  |      |      | 2.15     |            |
| 17        | Tora Harris               | USA                    | -    | xo   | xxx  |      |      | 2.15     |            |
| 18        | Alfredo Deza              | Peru                   | o    | xxx  |      |      |      | 2.10     |            |
|           | Adrian O'Dwyer            | Irland                 | xxx  |      |      |      |      | NM       |            |

#### Grupp B
| Placering | Idrottare           | Land      | 2.10 | 2.15 | 2.20 | 2.25 | 2.28 | Resultat | Noteringar |
| --------- | ------------------- | --------- | ---- | ---- | ---- | ---- | ---- | -------- | ---------- |
| 1         | Stefan Holm         | Sverige   | -    | -    | o    | o    | o    | 2.28     | Q          |
| 2         | Lisvany Pérez       | Kuba      | o    | xo   | o    | o    | o    | 2.28     | Q, PB      |
| 2         | Svatoslav Ton       | Tjeckien  | o    | o    | xo   | o    | o    | 2.28     | Q          |
| 4         | Jaroslav Bába       | Tjeckien  | -    | o    | o    | xo   | xo   | 2.28     | Q          |
| 5         | Matt Hemingway      | USA       | -    | -    | o    | o    | xxo  | 2.28     | Q          |
| 6         | Vjatjeslav Voronin  | Ryssland  | -    | o    | xo   | xo   | xxo  | 2.28     | Q          |
| 7         | Nicola Ciotti       | Italien   | -    | o    | o    | o    | xxx  | 2.25     |            |
| 8         | Abderrahmane Hammad | Algeriet  | -    | xo   | o    | o    | xxx  | 2.25     | SB         |
| 9         | Jessé de Lima       | Brasilien | -    | o    | xxo  | o    | xxx  | 2.25     |            |
| 10        | Staffan Strand      | Sverige   | -    | -    | o    | xo   | xxx  | 2.25     |            |
| 11        | Jacques Freitag     | Sydafrika | -    | o    | o    | xxx  |      | 2.20     |            |
| 11        | Rožle Prezelj       | Slovenien | -    | o    | o    | xxx  |      | 2.20     |            |
| 13        | Pjotr Brajko        | Ryssland  | -    | o    | xo   | x-   |      | 2.20     |            |
| 13        | Jean-Claude Rabbath | Libanon   | o    | o    | xo   | xxx  |      | 2.20     |            |
| 13        | Robert Wolski       | Polen     | -    | o    | xo   | xxx  |      | 2.20     |            |
| 16        | Marko Aleksejev     | Estland   | o    | o    | xxx  |      |      | 2.15     |            |
| 16        | Javier Bermejo      | Spanien   | o    | o    | xxx  |      |      | 2.15     |            |
| 18        | Yang Liu            | Kina      | xxo  | x    |      |      |      | 2.10     |            |
|           | Aleksej Lesnitjij   | Belarus   | -    | -    | -    | -    | -    | DSQ      |            |

### Final
| Placering | Idrottare          | Land                   | Märke | 2.20 | 2.25 | 2.29 | 2.32 | 2.34 | 2.36 | Noteringar |
| --------- | ------------------ | ---------------------- | ----- | ---- | ---- | ---- | ---- | ---- | ---- | ---------- |
| 1         | Stefan Holm        | Sverige                | 2.36  | o    | o    | o    | xo   | xxo  | o    | =PB        |
| 2         | Matt Hemingway     | USA                    | 2.34  | o    | o    | -    | o    | o    | xxx  | SB         |
| 3         | Jaroslav Bába      | Tjeckien               | 2.34  | o    | o    | o    | xxo  | o    | xxx  | PB         |
| 4         | Jamie Nieto        | USA                    | 2.34  | o    | xo   | -    | o    | xo   | xxx  | PB         |
| 5         | Andrej Sokolovskij | Ukraina                | 2.32  | o    | o    | o    | o    | xxx  |      |            |
| 6         | Jaroslav Rybakov   | Ryssland               | 2.32  | o    | xo   | o    | xo   | xxx  |      | =SB        |
| 7         | Mark Boswell       | Kanada                 | 2.29  | o    | -    | o    | xxx  |      |      | SB         |
| 8         | Svatoslav Ton      | Tjeckien               | 2.29  | o    | xo   | xo   | xx-  | x    |      |            |
| 9         | Vjatjeslav Voronin | Ryssland               | 2.29  | o    | -    | xxo  | xxx  |      |      |            |
| 10        | Dragutin Topić     | Serbien och Montenegro | 2.29  | xo   | -    | xxo  | -    | xxx  |      |            |
| 11        | Lisvany Pérez      | Kuba                   | 2.25  | o    | xo   | xxx  |      |      |      |            |
| 12        | Alessandro Talotti | Italien                | 2.25  | o    | xxo  | -    | xxx  |      |      |            |